# Joseph Merrick
Joseph Carey Merrick (5 tháng 8 năm 1862 – 11 tháng 4 năm 1890) là một người Anh thường được biết tới với biệt danh "The Elephant Man" ("Người voi") vì bề ngoài dị tật bẩm sinh. Vẻ ngoài dị thường và số phận bất hạnh của Merrick đã gây được sự chú ý lớn của giới thượng lưu Anh và sau này trở thành đề tài của nhiều tác phẩm nghệ thuật.

## Tiểu sử
Joseph Merrick là con của bà Mary Jane Potterton và ông Joseph Rockley Merrick. Do một sai sót của bác sĩ Frederick Treves trong quyển sách The Elephant Man and Other Reminiscences của ông nên Merrick đôi khi bị nhầm tên thành John Merrick. Theo lời Merrick thì những dấu hiệu dị tật bắt đầu xuất hiện khi Joseph lên 3 tuổi, đó là những bướu lớn xuất hiện ở phần bên trái cơ thể. Năm lên 12 tuổi thì mẹ của Joseph Merrick qua đời. Theo tư liệu của gia đình Merrick thì bà cũng là người tàn tật. Ông Joseph Rockley sau đó tái giá, bị người mẹ kế ghẻ lạnh, Joseph Merrick buộc phải tự kiếm sống bằng việc bán hàng rong trên phố. Vẻ ngoài khiến cậu bé thường xuyên bị lũ trẻ ở khu vực trêu chọc, những khó khăn của cuộc sống mưu sinh và sự ức hiếp khiến Merrick bỏ nhà ra đi.
Ngày 29 tháng 8 năm 1884, Merrick bắt đầu tham gia trình diễn ở các hội chợ nơi anh được đối xử khá tử tế và kiếm được đủ tiền sinh sống. Trong một buổi biểu diễn của Merrick, bác sĩ giải phẫu Frederick Treves nhìn thấy anh và đề nghị Joseph tới bệnh viện để ông khám bệnh. Sau khi việc trình diễn bị cấm ở Anh năm 1886, Merrick tới Bỉ để tìm việc. Anh bị một ông bầu ngược đãi và ăn cắp số tiền lớn mà Joseph đã dành dụm được. Buộc phải quay về Anh trong hoàn cảnh khó khăn và bệnh tật đe dọa, Merrick bị cảnh sát giữ lại. Với cương vị bác sĩ tại Bệnh viện Luân Đôn, Treves thương lượng để Merrick có thể tới sống ngay tại bệnh viện. Vẻ ngoài bất thường và số phận bất hạnh của Merrick đã thu hút được sự chú ý của xã hội thượng lưu Anh. Joseph được công chúa xứ Wales là Alexandra của Đan Mạch (sau là Hoàng hậu Anh) bảo trợ và trở thành một nhân vật được yêu quý trong giới quý tộc Anh. Tuy nhiên theo bác sĩ Treves sau này kể lại thì Merrick vẫn luôn muốn có một người phụ nữ sống với mình, anh thậm chí từng tới các bệnh viện dành cho người khiếm thị để tìm các phụ nữ có thể sống cùng anh mà không bị vẻ ngoài của anh làm sợ hãi. Trong những năm cuối đời, Merrick sống thanh thản tại bệnh viện, anh tham gia viết lách và chế tạo mô hình nhà thờ.
Vốn có một cái đầu quá khổ, Merrick không thể ngủ như những người bình thường vì nếu nằm ngủ theo tư thế thông thường, cổ anh sẽ lập tức bị gãy dưới sức nặng của đầu. Trong một lần cố gắng ngủ theo cách của người bình thường, Joseph đã gặp tai nạn và anh qua đời ở tuổi 27 vào ngày 11 tháng 4 năm 1890.

## Hồ sơ bệnh án

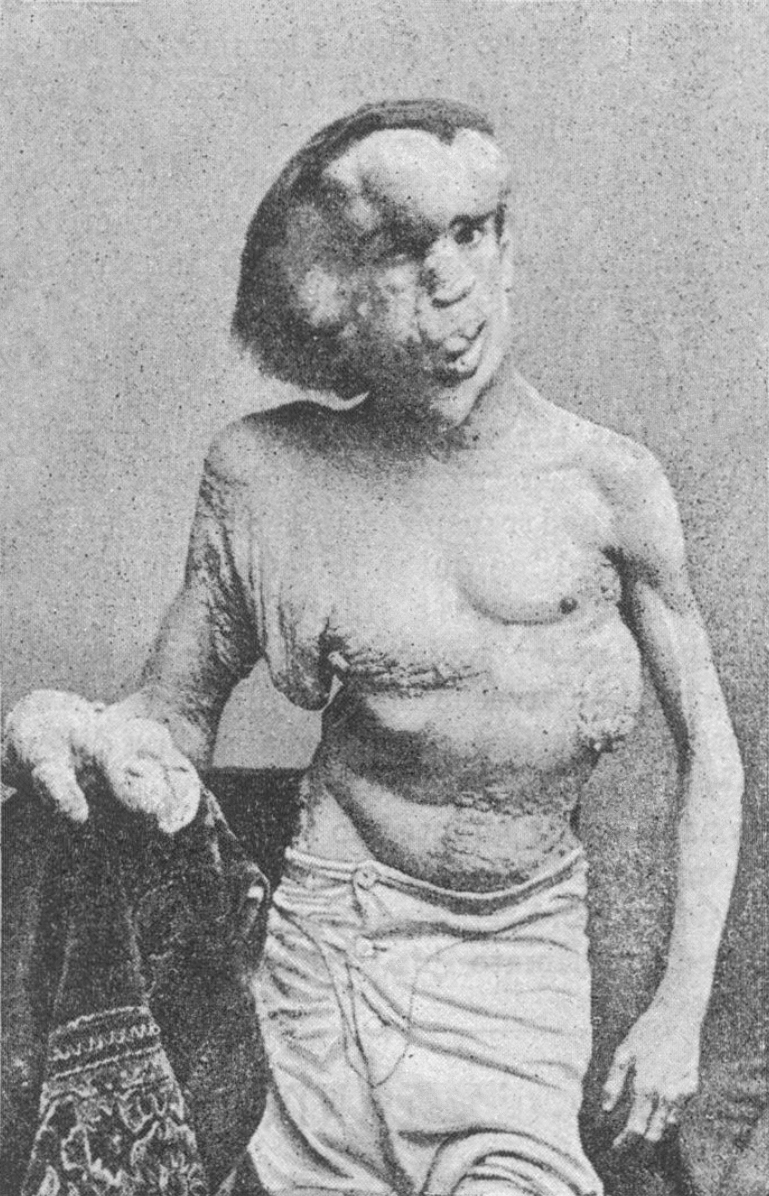
Merrick năm 1889

Theo chẩn đoán ban đầu, Joseph Merrick bị nghi mắc chứng chân voi (elephantiasis). Đến năm 1971, Ashley Montagu trong tác phẩm The Elephant Man: A Study in Human Dignity của mình đã đưa ra ý kiến mới cho rằng Merrick mắc bệnh u xơ thần kinh loại I (neurofibromatosis type I). Tới năm 1986, một giả thuyết mới dự đoán Joseph mắc hội chứng Proteus (Proteus syndrome), một hội chứng rối loạn bẩm sinh. Năm 2001, Paul Spiring trong một bài báo viết cho tờ Biologist chẩn đoán Merrick mắc phải cả hai chứng u xơ thần kinh loại I và hội chúng Proteus syndrome. Giả thuyết này được Peter Evans ủng hộ trong bài viết Two Wrongs don't make a right - until someone joins them up... trên tờ The Daily Telegraph. Năm 2002, một nhóm truyền hình của BBC cùng các nhà phả hệ học đã tìm được một người họ hàng xa của Joseph Merrick sống ở Leicester. Nhóm điều tra cũng phát hiện ra rằng em gái của Joseph là Marion Eliza bị mắc chứng viêm cột sống (myelitis) và qua đời ở tuổi 23 vì ngộ độc thực phẩm.

## Di sản
Sau khi cuốn sách của Montagu được xuất bản, cuộc đời Joseph Merrick đã một lần nữa trở thành đề tài được quan tâm của xã hội. Vở kịch The Elephant Man làm về cuộc đời Merrick đã giành Giải Tony năm 1979 cho tác phẩm sân khấu xuất sắc nhất, vai Joseph Merrick được Philip Anglim, sau đó là David Bowie thủ vai. Một năm sau, đạo diễn David Lynch hoàn thành bộ phim The Elephant Man cũng về cuộc đời Merrick. Vai Joseph Merrick do John Hurt thủ vai còn vai bác sĩ Frederick Treves được giao cho Anthony Hopkins. Bộ phim đã thành công lớn về mặt thương mại và được đề cử 8 giải Oscar.